# Benjamin H. Brewster

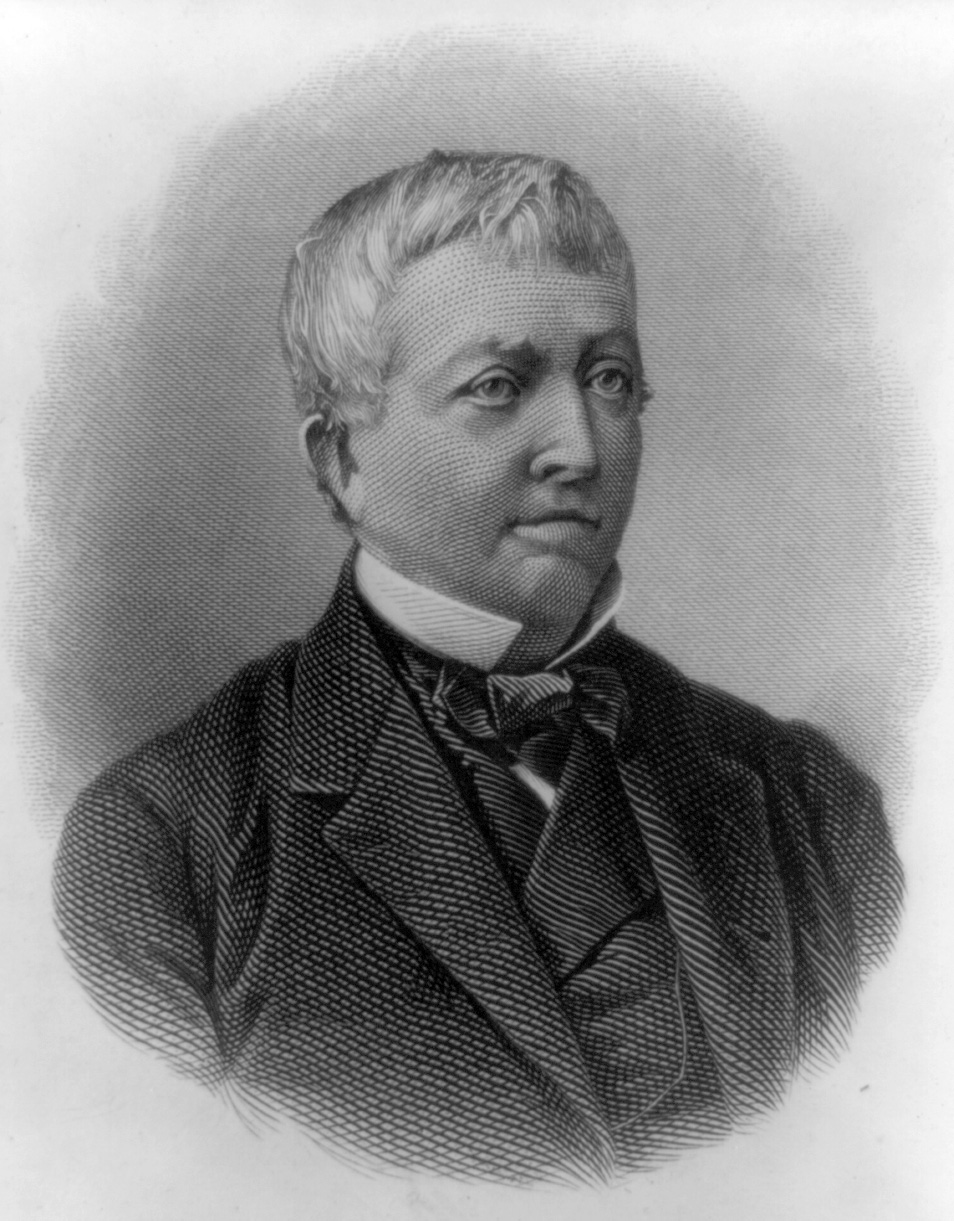
Benjamin H. Brewster

Benjamin Harris Brewster, född 13 oktober 1816 i Salem i New Jersey, död 4 april 1888 i Philadelphia i Pennsylvania, var en amerikansk politiker.
Brewster studerade vid Princeton College och inledde sin karriär som advokat 1838.
Brewster tjänstgjorde som USA:s justitieminister under president Chester A. Arthur 1881-1885.